# Gekkeikan Sake Company
Gekkeikan Sake Company, ou 月桂冠 en japonais, est une entreprise japonaise de l'industrie agroalimentaire. Cette brasserie a toujours été détenue et dirigée par la famille d'Okura Jiemon. Fondée en 1637 et encore en activité, sa longévité lui permet de faire partie de l'Association des Hénokiens.

## Historique

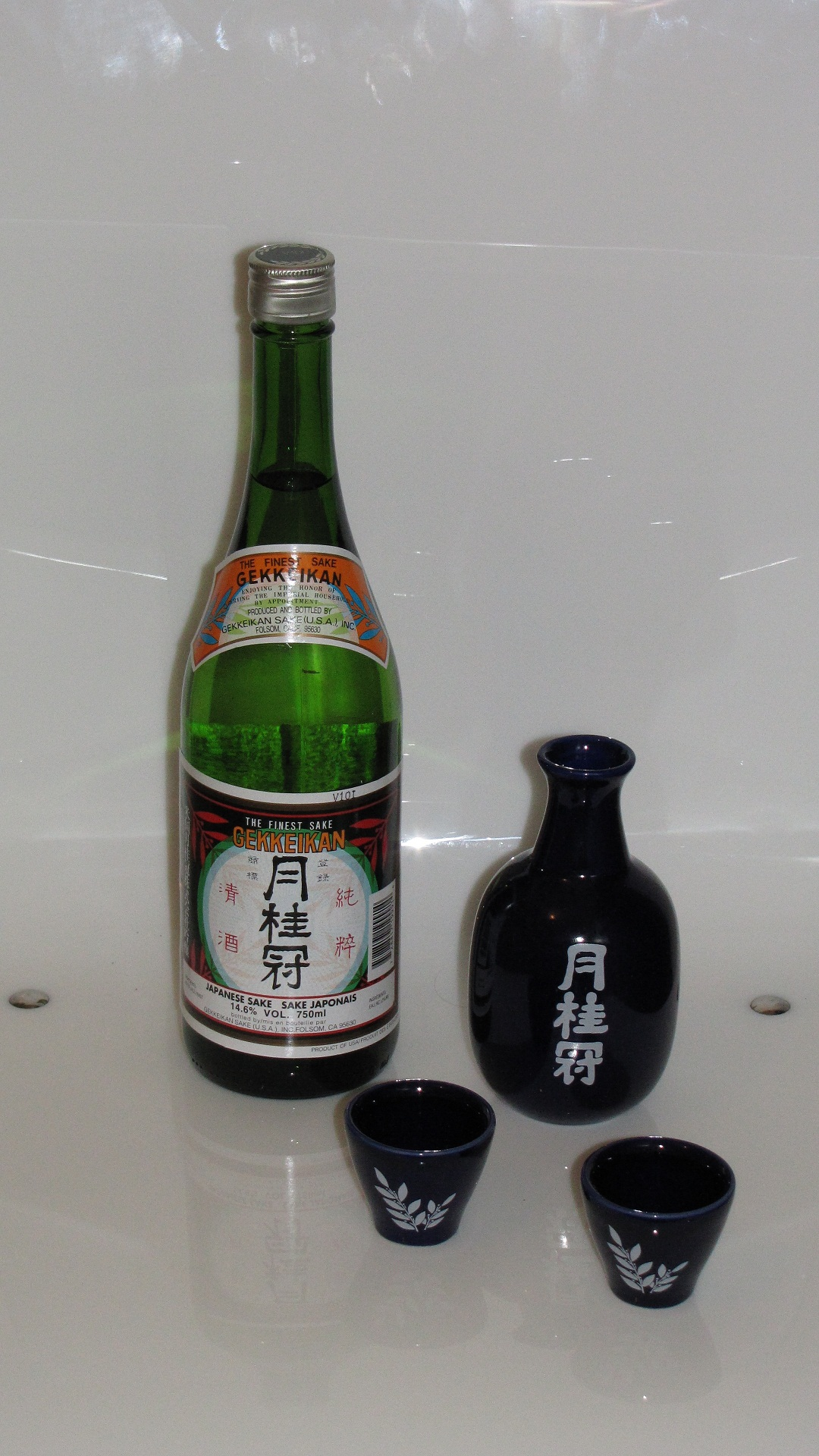
La marque Gekkeikan écrite verticalement 月桂冠 en japonais sur les bouteilles

En 1637, le fondateur de Gekkeikan, Okura Jiemon, arrive dans la banlieue sud de Kyoto à Fushimi pour réaliser son rêve d'établir une brasserie de saké. Célèbre pour son eau et par sa proximité de l'ancienne capitale du Japon, Fushimi était un centre animé par le commerce et par les seigneurs féodaux en route pour visiter le shogun à Tokyo.
Grâce à des années d'efforts, le saké d'Okura a joui d'une popularité croissante. Enchantée par l'accueil favorable, la brasserie d'Okura a toujours cherché des moyens de dépasser les attentes. En 1868, lorsque l'empereur Meiji a lancé un effort national, la modernisation de la brasserie d'Okura a suivi un plan officiel visant à améliorer l'art de la fabrication du saké.
Pour symboliser l'esprit de détermination de ses dirigeants, la marque Gekkeikan, qui se prononce, « Gékéïkane » a été adoptée. Gekkeikan qui signifie littéralement « couronne de laurier », a été choisi pour sa symbolisation, dans l'Ouest ancien, de la victoire et de la gloire.
En 1905, Gekkeikan a devancé l'industrie en étant la première brasserie à proposer le saké en bouteilles de verre, une innovation permettant de préserver la saveur, toujours intacte six années plus tard. Les efforts de recherche et l'expertise de Gekkeikan ont atteint un tel niveau que les étiquettes des produits revendiquent fièrement : « Aucun agent de conservation - La 1re priorité est la qualité. »
En 1953, Gekkeikan est devenu le premier producteur de saké du Japon et est aujourd'hui honoré d'être le saké le plus vendu au monde. Les traditions de goût et de qualité, initiées il y a plusieurs siècles par le fondateur, continuent à incarner l'esprit du saké Gekkeikan.